# Evropská silnice E53
Evropská silnice E53 je evropskou mezinárodní silnicí 1. třídy, která propojuje Plzeň a Mnichov přes šumavský přechod Železná Ruda. Měří 285 kilometrů a zhruba z poloviny je vedena po dálnici.
Pro cestu z Plzně do Mnichova je obvykle místo E53 výhodnější použít dálnici D5 do Německa a tam přejet na dálnici A93 přes Řezno směr Mnichov. Tato trasa je zhruba stejně dlouhá, ale většinou podstatně rychlejší.

## Trasa
Česko
- Plzeň (E49, E50) – Klatovy – Železná Ruda

 Německo
- Bayerisch Eisenstein – Regen – Deggendorf
- (E56) – Landshut – Freising – Mnichov (E45, E52, E54, E533)